# Žacléř
Žacléř (in tedesco Schatzlar) è una città della Repubblica Ceca facente parte del distretto di Trutnov, nella regione di Hradec Králové.